# Yanna Schneider
Yanna Schneider, född 18 april 1996, är en tysk taekwondoutövare. 

## Karriär
I maj 2024 vid EM i Belgrad tog Schneider brons i 73 kg-klassen.